# パパと踊ろう
『パパと踊ろう』（パパとおどろう）は、1991年から1996年まで『週刊ヤングマガジン』に連載された、地下沢中也による日本の漫画。全216話。

## 概要
東京の吉祥寺を舞台に風変わりな父子家庭（しげる・よしはる・ふっ子）が巻き起こすギャグ漫画。ホームコメディを基調としながらも、エロ・グロ・ナンセンスの要素を絡めつつ独自のギャグ世界を作り上げている。作品後期に進むにつれ過激さを増していった。
単行本は「ワイドKCヤンマガ（全19巻）」と通常の「ヤンマガKC（全11巻）」の2種がある。また抜粋版として2007年に「天下一の遊び人しげるパパの巻」「小市民よしはるの道草の巻 」「毒婦ふっ子のムダ話の巻 」の3巻が出版されたが、これらは新作ではなくあくまでも抜粋版である。
一旦終了後、1996年から1997年にかけて「新パパと踊ろう」全32話が続編として描かれた。ヤンマガKC全2巻。
基本的には1話完結であり、多くの話は天知家3人の家内の騒動が描かれる。作品初期においてはその騒動の元は父しげるであることが多かったが、次第に娘ふっ子の毒婦としての才能が開花していった。
作中後半でヨーコが登場することによって、それまで分散していたしげるの女性興味の対象がヨーコに集約された。その後しげるのヨーコに対する屈折した（変態的）愛情表現が多くみられるようになっていく。
「新パパと踊ろう」の後半ではストーリー漫画の要素を持ち、一話完結のスタイルは崩れる。内容はラブホテル業の成功と、それにより大金を得たしげるの自分探しの旅という内容である。

## 登場人物
2回以上登場する人物を掲載。

### 天知家の人々
回によっては「天地」と表記されていたり、よしはるが2年生となっている回もある。
天知茂（あまちしげる）
声 - 井上和彦
父。38歳。妻とは離婚。二児の父。
本作の主人公。変わり者で、周りの人々を騒動に巻き込む。料理や発明が得意なのだが、それが原因でトラブルを起こすことが多い。八代亜紀のファン。
働いていないため収入源は長らく秘密だったが、実は別れた妻からの月々の養育費20万円で暮らしている。
天知良晴（あまちよしはる）
声 - 手塚ちはる
長男。武蔵野第二小学校1年2組在籍。特技は2色パンの嗅ぎ分け。将来の夢は公務員。A型、おひつじ座。
天知家の中では良識的な性格で、しげるとふっ子に陵辱的な仕打ちを受けるいじられキャラ。多くの話は彼の視点を通して見える世界が描かれている。
ちなみによしはる・ふっ子共に母親の記憶は無い。
天知蕗子（あまちふきこ）
声 - 山崎依里奈
長女。5歳。通称ふっ子。将来の夢はアイドル。AB型、さそり座。幼稚園・保育園などには通っていない模様。
作品初期は普通の幼児だったが、だんだん毒を持ったキャラクターに変容していく。ダンディな中年や美少年が好き。ぬいぐるみ「ゼータプーさん2号」を持っている。
闇夜のカラス団
天知一家と、隣人ミエさんがメンバーの夜警団。コスチュームは黒の全身タイツ。ただしやっていることは夜の公園でのカップルのデートの盗み見など。

### よしはるの学校関連
富士美ゆき
通称ユキちゃん（名前は「ふじ みゆき」）。日本人とフランス人のハーフでよしはるのガールフレンド。よしはるの相手には見合わない美少女。頭部に小さなハゲがあるのを気にしている。
桂
カツラ屋の息子。カツラを被っている。鼻が特徴的。
吉田
めがねをかけているため、ふっ子からは「メガネ」と呼ばれる。髪の色が明るい。なにかと損な役回りになることが多い。
君塚
桂、吉田と共にしげるに面が割れているため、しげるの悪事から逃れることができない。
巨泉毬恵（おおいずみまりえ）
よしはるのことが好きな、めがねのポッチャリした女子。新聞部所属。美ゆきとよしはるの間を裂いて自分がよしはるのガールフレンドとなるためにいろいろなことを謀る。
先生
新米の独身女性教師。25歳。しげるに付きまとわれる。たびたび教室にしげるが乱入するのを迷惑に思っている。柴田恭兵のファン。

### その他の登場人物
千葉ミエ
声 - 荒木香恵
天知家の隣人。88歳。カラス団では0088。独居老人のため寂しがり屋。血縁は無いがよしはるやふっ子を孫のように可愛がる。時に暴走して周りの人々を騒動に巻き込む。サツマイモが好物。というよりイモを食べて屁をこくことが好き。
富士エマニュエル
美ゆきの母。フランス人。元モデル。夫は仕事でフランスにいるため、年に数回しか帰ってこない。そのためヨーコ登場以前はたびたびしげるに付きまとわれる。
朝川葉子
声 - ひと美
通称ヨーコさん。物語後半から登場する主要人物。
遊園地で天知家と出会っためがねの若い独身女性。吉祥寺のアパートで一人暮らし。「明るくて健康的でちょっぴりお茶目」な女性だが、天知家の変さを「面白い」と受け入れ、たびたび天知家に出入りする。しげるが思いを寄せるがなかなか関係は進展しない。酔うと酒癖が悪い。
源さん（源三）
酒屋の親父。ゲンさん、ロンさん、シゲさん3人組の飲み仲間。風俗関連の知識が豊富。
ロンさん（ロトリゲス）
八百屋「八百ロン」の親父。婿養子。ゲンさん、ロンさん、シゲさん3人組の飲み仲間。
ミツルさん
喫茶店ドガのマスター。（古いタイプの）色男だが、かなり性格は抜けている。喫茶店、ちゃんこ鍋屋、画廊、タレントショップ、また喫茶店と次々と商売替えをしている。理由は「飽きる」から。
画廊時代に騙されて200万円の借金を作り、借金返済のためヌード写真集を出す。芸名ミツル・ジャパン。
荒川千珠（ちず）
天知家の隣に引っ越して来た5歳の女の子。美少女だが、ちょっと変わっている。数少ないふっ子の同世代の友人。
荒川浩
ちずの父。39歳、会社経営。いつもスーツを着ているダンディな中年。社内不倫が原因で妻と離婚。真面目だが、かなりの天然ボケキャラクター。
天知小路茂清、良磨、房子
天知家のそっくりさん一家。超大金持ちだが、最近は衰退の一途で鉄道ひとつ、石油会社ひとつ丸の内にビル3つしか残っていない。
鼻の右横にほくろがあるため天知家と区別ができる。
南極公二
しげるの高校時代の同級生。冒険家。南極に住んでいるが、ダッチワイフを買い替えるために帰国。
御坊フヅ
駄菓子屋、御坊商店店主。通称ゴボウババア。しげるが子供の頃から店をやっている。梅干しが好きで、種を鉄砲のように発射する。ふっ子が悪事を働くので敵視している。

### 「新パパと踊ろう」以降の登場人物
バズ、セレン、かつ子、その他
しげるが人生を考え直す旅でたどり着いた東北地方の寒原村の住人。村の特産である「こけし」職人。全員女性だが、かつ子を除いては皆一見性別が分からない。全員、趣味はパチンコ。
唯一女性と判別できるかつ子は、その生活のだらしなさからしげるの「ほっとけない女性」となる。
エド、ボブ、ミーシャ
行方不明のしげるを探すために雇われた、元FBI、元CIA、元KGB。ただしその経歴は限りなく怪しい。大金を得た天知家の金が目当てで、仕事ができない上にキャバクラで遊ぶことばかり考えている。ミーシャにいたっては日本語も英語もできない。

## 単行本
| ワイドKCヤンマガ版 - パパと踊ろう 1. 1992年4月、ISBN 4-06-176632-5 2. 1992年9月、ISBN 4-06-176652-X 3. 1993年1月、ISBN 4-06-176667-8 4. 1993年6月、ISBN 4-06-176687-2 5. 1993年9月、ISBN 4-06-176696-1 6. 1993年12月、ISBN 4-06-176714-3 7. 1994年3月、ISBN 4-06-176723-2 8. 1994年6月、ISBN 4-06-176735-6 9. 1994年9月、ISBN 4-06-176744-5 10. 1994年12月、ISBN 4-06-176751-8 11. 1995年3月、ISBN 4-06-176759-3 12. 1995年7月、ISBN 4-06-176770-4 13. 1995年10月、ISBN 4-06-176784-4 14. 1996年2月、ISBN 4-06-176792-5 15. 1996年5月、ISBN 4-06-176799-2 16. 1996年8月、ISBN 4-06-337304-5 17. 1996年10月、ISBN 4-06-337311-8 18. 1996年11月、ISBN 4-06-337316-9 19. 1997年1月、ISBN 4-06-337319-3 | ヤンマガKC版 - パパと踊ろう 1. 1995年5月、ISBN 4-06-323536-X 2. 1995年12月、ISBN 4-06-323572-6 3. 1996年6月、ISBN 4-06-336601-4 4. 1997年3月、ISBN 4-06-336631-6 5. 1997年6月、ISBN 4-06-336671-5 6. 1997年9月、ISBN 4-06-336687-1 7. 1997年11月、ISBN 4-06-336699-5 8. 1998年3月、ISBN 4-06-336725-8 9. 1998年6月、ISBN 4-06-336742-8 10. 1998年10月、ISBN 4-06-336761-4 11. 1999年2月、ISBN 4-06-336784-3 - 新パパと踊ろう 1. 1997年5月、ISBN 4-06-336665-0 2. 1997年8月、ISBN 4-06-336681-2 - パパと踊ろう 小市民よしはるの道草の巻 - 2007年9月、ISBN 978-4-06-361597-5 - パパと踊ろう 毒婦ふっ子のムダ話の巻 - 2007年10月、ISBN 978-4-06-361611-8 - パパと踊ろう 天下一の遊び人しげるパパの - 2007年11月、ISBN 978-4-06-361619-4 |

## コミックスに追加収録された作品
ヤンマガKC版に追加収録されたショートストーリー。本編とはほぼ無関係。コミックス版はワイドコミックス版に遅れて出版されたため、これらの作品は本編執筆の末期に描かれたものが多く、作者の死生観が強く出たものが多い。
- 中ニ（しげるの中学時代）
- ぽっぺん（ミツルの家庭生活）
- 末期マン（よしはるの闘病生活）
- ミイコの恋人（シルエットはふっ子のミイラコスプレ）
- かわいいリス
- 知りたがり（パパと踊ろう以前の初投稿作品）
- ベニスに死す（パパと踊ろうから新パパ連載までの休養生活）
- 青空から翼へ

## アニメ
1999年にTBSのワンダフルアニメコーナーの中で放送されていた。

### キャスト
- しげる - 井上和彦
- よしはる - 手塚ちはる
- ふっ子 - 山崎依里奈
- ミエ - 荒木香恵
- 葉子 - ひと美

### スタッフ
- 原作 - 地下沢中也
- 監督 - 吉田啓良
- アニメーション監督 - ボブ白旗
- 脚本 - 十川誠志
- キャラクターデザイン - 河南正昭
- 美術監督 - 谷村心一
- 音楽 - 西込加久見
- アニメーションプロデューサー - 野口和紀
- アニメーション制作 - スタジオディーン
- 製作 - TBS

### 主題歌
「夏色の恋に着換えて」
作詞・作曲・編曲・歌 - 吉川晃司

### 各話リスト
| 話数 | サブタイトル       | 絵コンテ | 演出     | 作画監督   | 放送日        |
| ---- | ------------------ | -------- | -------- | ---------- | ------------- |
| 1    | 最低な人           | ボブ白旗 | 平池芳正 | 追崎史敏   | 1999年 7月5日 |
| 2    | スーパーボール     | 平池芳正 | 平池芳正 | 追崎史敏   | 7月6日        |
| 2    | しびれ             | 平池芳正 | 平池芳正 | 追崎史敏   | 7月6日        |
| 3    | 地道な人           | 福多潤   | 平池芳正 | 高田三郎   | 7月7日        |
| 3    | だまされて         | 玉野陽美 | 平池芳正 | 高田三郎   | 7月7日        |
| 4    | ヘビが来る         | 中村憲由 | 中村憲由 | 谷口守泰   | 7月8日        |
| 4    | 尻の平気           | 中村憲由 | 中村憲由 | 森中正春   | 7月8日        |
| 5    | 闇夜のカラス団参上 | 追崎史敏 | 加藤敏幸 | 追崎史敏   | 7月12日       |
| 5    | 暗闇の支配者       | 平池芳正 | 加藤敏幸 | 追崎史敏   | 7月12日       |
| 6    | うっかり遭難       | 追崎史敏 | 加藤敏幸 | 追崎史敏   | 7月13日       |
| 6    | おっとチカン!      | 玉野陽美 | 加藤敏幸 | 追崎史敏   | 7月13日       |
| 7    | 田中ピザ           | 福多潤   | 福多潤   | 敷島博英   | 7月14日       |
| 8    | 父のブランコ       | 鈴木行   | 加藤敏幸 | 敷島博英   | 7月15日       |
| 8    | 予感的中           | 鈴木行   | 加藤敏幸 | 敷島博英   | 7月15日       |
| 9    | ゆうえんち         | 加藤敏幸 | 平池芳正 | 高田三郎   | 7月19日       |
| 10   | ムラムラ           | 中村憲由 | 中村憲由 | 月野千恵子 | 7月20日       |
| 10   | へそ吸い           | 長嶋陽子 | 中村憲由 | 月野千恵子 | 7月20日       |
| 11   | 男の三本勝負       | 玉野陽美 | 玉野陽美 |            | 7月21日       |
| 11   | 続男の三本勝負     | 玉野陽美 | 玉野陽美 |            | 7月21日       |
| 12   | ヘンキャク         | 福多潤   | 福多潤   | 7月22日    |               |
| 13   | バニーガール       | 加藤敏幸 | 加藤敏幸 | 敷島博英   | 7月26日       |
| 13   | 父競馬             | 加藤敏幸 | 加藤敏幸 | 敷島博英   | 7月26日       |
| 14   | あ〜んしてごらん   | 福多潤   | 玉野陽美 | 月野千恵子 | 7月27日       |
| 14   | 匂い王             | 中村憲由 | 平池芳正 |            | 7月27日       |
| 15   | 巨乳志願           | ボブ白旗 | ボブ白旗 | 7月28日    |               |
| 15   | もようがえ         | 鈴木行   | ボブ白旗 | 7月28日    | 後藤典子      |
| 16   | 生活ゲーム         | 中村憲由 | ボブ白旗 | 月野千恵子 | 7月29日       |